# مرگ‌ها در ژانویه ۲۰۱۸
مرگ‌ها در ژانویه ۲۰۱۸ (انگلیسی: Deaths in January 2018) آنچه در پی می‌آید فهرست افراد سرشناسی است که در ژانویه ۲۰۱۸ درگذشته‌اند.
- در هر عنوان به‌ترتیب نام شخص، سن، ملیت، دلیل سرشناسی، علت مرگ، و منبع آمده‌است.

## ژانویه
- گرت برائور، ۶۲، فوتبالیست آلمانی (کارل زایس ینا).[۱]
- ولفگانگ تروی، ۸۷، فیلم‌بردار آلمانی.[۲]
- فرانک باکستن، ۸۷، بازیگر آمریکایی (چه خبر، تایگر لی‌لی؟)، نمایشنامه‌نویس و کارگردان.[۳]
- علی کاظم، ۶۹، بازیکن فوتبال اهل عراق (المپیک ۱۹۸۰).[۴]
- علی‌اکبر معین‌فر، ۸۹، سیاستمدار ایرانی، مجلس شورای اسلامی (۱۹۸۰–۱۹۸۴)، وزیر نفت (۱۹۷۹–۱۹۸۰).[۵]
- تامس اس. مانسن، ۹۰، نویسندهٔ آثار مذهبی اهل آمریکا.[۶]
- جیم شاو، ۶۰، مدیر رسانه‌ای اهل کانادا، مدیر عامل شاو کامیونیکیشن.[۷]
- دارسی میگوئل مونتریو، ۴۹، فوتبالیست برزیلی (آنتالیااسپور)، حملهٔ قلبی.[۸]
- هری لندرز، ۹۶، بازیگر آمریکایی (بن کیسی).[۹]
- آنتونیو آنجلیلو، ۸۰، فوتبالیست ایتالیایی-آرژانتینی (اینترمیلان، آ.اس. رم، بوکا جونیورز).[۱۰]
- ماریان لابودا، ۷۳، بازیگر اهل اسلواکی.[۱۱]
- جری ون دایک، ۸۶، کمدین و بازیگر آمریکایی، نارسایی قلبی.[۱۲]
- جان یانگ، ۸۷، فضانورد آمریکایی (آپولو ۱۶، اس‌تی‌اس-۱)، ذات‌الریه.[۱۳]
- فرانس گال، ۷۰، خوانندهٔ فرانسوی، برندهٔ مسابقه آواز یوروویژن (۱۹۶۵), سرطان.[۱۴]
- پیتر ساترلند، ۷۱، وکیل و بانکدار ایرلندی، مدیر کل سازمان تجارت جهانی (۱۹۹۳–۱۹۹۵).[۱۵]
- هانس آبچ، ۶۹، فوتبالیست دانمارکی (تیم ملی فوتبال دانمارک).[۱۶]
- خوان کارلوس گارسیا، ۲۹، فوتبالیست هندوراسی (تیم ملی فوتبال هندوراس)، سرطان خون.[۱۷]
- جرج ماکسول ریچارد، ۸۶، سیاستمدار اهل ترینیداد، رئیس‌جمهور ترینیداد و توباگو (۲۰۰۳–۲۰۱۳)، نارسایی قلبی.[۱۸]
- دونالی رودس، ۸۰، بازیگر کانادایی (ناوبر فضایی گالاکتیکا)، سرطان.[۱۹]
- نیو براون، ۸۸، معمار بریتانیایی زادهٔ آمریکا، سرطان.[۲۰]
- ویلتون لنینگ، ۸۱، مورخ آمریکایی، مؤسس موزهٔ دکتر پپر.[۲۱]
- اودوار نوردلی، ۹۰، سیاستمدار نروژی، نخست‌وزیر نروژ (۱۹۷۶–۱۹۸۱)، سرطان پروستات.[۲۲]
- تد فیلیپس، ۸۴، فوتبالیست انگلیسی (ایپسویچ تاون، لیتون اورینت، کولچستر یونایتد)، زوال عقل.[۲۳]
- جان وی. تونی، ۸۳، سیاستمدار آمریکایی، عضو مجلس نمایندگان از حوزه انتخابیه سی‌وهشتم کالیفرنیا (۱۹۶۵–۱۹۷۱) و مجلس سنا (۱۹۷۱–۱۹۷۷)، سرطان پروستات.[۲۴]
- محمد حزاز، ۷۲، فوتبالیست مراکشی (مغرب فارسی).[۲۵]
- جین پورتر، ۹۵، بازیگر آمریکایی.[۲۶]
- دن گرنی، ۸۶، رانندهٔ مسابقه اهل آمریکا، سازندهٔ ماشین مسابقه، و مالک باشگاه، ذات‌الریه[۲۷]
- سیریل ریجیس، ۵۹، فوتبالیست انگلیسی (وست برومویچ آلبیون، کاونتری سیتی، استون ویلا)، ایست قلبی.[۲۸]
- هیو ویلسون، ۷۴، کارگردان و نمایشنامه‌نویس آمریکایی (دانشکده پلیس)، سرطان ریه و آمفیزم.[۲۹]
- ماتیلدا کریم، ۹۱، پژوهشگر ایچ‌آی‌وی/ایدز آمریکایی-ایتالیایی.[۳۰]
- دلارس اریوردن، ۴۶، خواننده و موسیقی‌دان ایرلندی (کرنبریز).[۳۱]
- پیتر وینگارد، ۹۰، بازیگر بریتانیایی.[۳۲]
- بیل بین، ۸۰، مشاور مدیریتی اهل آمریکا، مؤسس بین اند کمپانی.[۳۳]
- برادفورد دیلمن، ۸۷، بازیگر آمریکایی (اجبار، مجری)، عواقب ذات‌الریه.[۳۴]
- مادالنا ایگلسیاس، ۷۸، بازیگر و خوانندهٔ پرتغالی.[۳۵]
- اولیور ایوانویچ، ۶۴، سیاستمدار اهل کوزوو، تیراندازی.[۳۶]
- جو جو وایت، ۷۱، بسکتبالیست آمریکایی (بوستون سلتیکس، گلدن استیت واریرز، ساکرامنتو کینگز)، قهرمان المپیک (۱۹۶۸)، ذات‌الریه.[۳۷]
- جهانگیر آموزگار، ۹۸، اقتصاددان، سیاستمدار، و دانشگاهی ایرانی.[۳۸]
- دسو داگ، ۴۱، رپر و جهادگر آلمانی، حمله هوایی.[۳۹]
- اشفاق احمد، ۸۷، فیزیکدان هسته‌ای پاکستانی.[۴۰]
- کلارا مارانگونی، ۱۰۲، ژیمناست ایتالیایی، دارندهٔ مدال نقرهٔ المپیک (۱۹۲۸).[۴۱]
- اولیویا کول، ۷۵، بازیگر آمریکایی (ریشه‌ها)، برندهٔ جایزهٔ امی (۱۹۷۷)، حملهٔ قلبی.[۴۲]
- دوروتی مالون، ۹۳، بازیگر آمریکایی (بر باد نوشته، پیتون پلیس، غریزه اصلی)، برندهٔ اسکار (۱۹۵۶).[۴۳]
- پل بوکوز، ۹۱، سرآشپز فرانسوی، بیماری پارکینسون.[۴۴]
- نائومی پارکر، ۹۶، ماشین‌کار نیروی دریایی آمریکا، الهام‌بخش پوستر «می‌توانیم انجامش دهیم!».[۴۵]
- ایو آفونسو، ۷۳، بازیگر فرانسوی (تعطیلات آخر هفته).[۴۶]
- تسوکاسا هوساکا، ۸۰، فوتبالیست ژاپنی (جف یونایتد ایچیهارا چیبا)، ذات‌الریه.[۴۷]
- کانی سایر، ۱۰۵، بازیگر آمریکایی (احمق و احمق‌تر، پاین‌اپل اکسپرس، وقتی هری سالی را دید…) حملهٔ قلبی.[۴۸]
- جیمی آرمفیلد، ۸۲، فوتبالیست انگلیسی (بلکپول، تیم ملی انگلستان) و مربی (لیدز یونایتد)، قهرمان جهان (۱۹۶۶)، لنفوم غیر هاجکین.[۴۹]
- اورسولا لو گویین، ۸۸، نویسندهٔ علمی تخیلی اهل آمریکا (دست چپ تاریکی).[۵۰]
- نیکانور پارا، ۱۰۳، شاعر شیلیایی.[۵۱]
- تامی بنکس، ۸۱، پیانیست جاز، آهنگساز، و سیاستمدار کانادایی، سنای کانادا (۲۰۰۰–۲۰۱۱)، سرطان خون.[۵۲]
- جان موریس، ۹۱، آهنگساز فیلم آمریکایی (مرد فیل‌نما، زین‌های شعله‌ور، رقص کثیف)، عفونت دستگاه تنفس[۵۳]
- امید نوشین، ۴۴، نویسنده و کارگردان ایرانی‌تبارِ انگلیسی (آخرین مسافر).[۵۴]